# Fiume Veneto
Fiume Veneto es una localidad y comune italiana de la provincia de Pordenone, región de Friuli-Venecia Julia, con 11.387 habitantes.

## Evolución demográfica
| Gráfica de evolución demográfica de Fiume Veneto entre 1871 y 2021 |
|                                                                    |
| Fuente ISTAT - elaboración gráfica de Wikipedia                    |